# Mud Pond Trail
 (novembre 2019).
Le Mud Pond Trail est un sentier de randonnée américain dans le comté de Coös, dans le New Hampshire. Long de 0,6 mille, il est situé dans le Pondicherry Wildlife Refuge. Il est classé National Recreation Trail depuis 2013.